# Port Stanley, Ontario
Port Stanley är ett samhälle i kommunen Central Elgin, Elgin County i södra Ontario, Kanada. Port Stanley ligger vid Eriesjöns norra strand där Kettle Creek mynnar ut.